# Тайлер, Даниель
Даниель Тайлер (Daniel Tyler) (7 января 1799 – 30 ноября 1882) - кадровый американский военный, выпускник Вест-Пойнта, который в отставке занимался металлургией. В годы гражданской войны стал одним из первых генералов федеральной армии. Его бригада сделала первые выстрелы в сражениях при Блэкбернс-Форд и первом сражении при Булл-Ран. Впоследствии служил на западе и командовал лагерем для военнопленных Кэмп-Дуглас.

## Ранние годы
Тайлер родился в коннектикутском Бруклине, в семье ветерана сражения при Банкер-Хилл, Даниеля Тайлера III (1750—1832) и Сары Эдвардс Тайлер (1761—1841), внучке проповедника Джонатана Эдвардса. В 1815 оду он поступил в военную академию Вест-Пойнт и закончил её 14-м по успеваемости в выпуске 1819 года. Он получил звание второго лейтенанта артиллерии.
С 1819 по 1824 год служил в форте Монро. В 1821 году был временно переведён в пехоту, но затем его вернули в артиллерию, в 1-й артиллерийский полк. 6 мая 1824 года Тайлер получил звание первого лейтенанта.
В 1826—1827 годах служил при артиллерийской школе в форте Монро, в 1828—1830 был отправлен во Францию, где перевёл с французского книгу "Manoeuvres of Artillery". С 1830 по 1833 служил инспектором, надзирая за закупкой оружия для армии у частных фирм.
31 мая 1834 года Тайлер покинул регулярную армию.
С 1831 по 1861 год Тайлер служил инженером при железнодорожных кампаниях: Норвич-Коннектикут (1840—1844), Morris Canal and Banking Company, N. J., (1844 —1846), Macon and Western Railroad Company, Ga., (1846—1848). В 1849 был членом попечительского совета при Вест-Пойнте. В 1849—1851 служил суперинтендантом Камберлендской железной дороги, в 1852—1860 суперинтендантом дороги Дофин-Саскеханна, в 1855—1857 году суперинтендантом дороги Оберн-Аллентаун.

## Гражданская война
Когда началась гражданская война, Тайлер добровольцем поступил в армию и стал адъютантом генерала Паттерсона. 22 апреля был сформирован 1-й Коннектикутский пехотный полк и Тайлер стал его полковником. 10 мая ему присвоили звание бригадного генерала коннектикутского ополчения. 27 мая был сформирован Департамент Северо-Восточной Вирджинии, армейское соединение из трёх дивизий. Тайлер возглавил 1-ю дивизию этой армии: бригады Киза, Шенка, Шермана и Ричардсона.
16 июля федеральная армия начала наступление на Манассас. Дивизия Тайлера шла в авангарде и утром 18 июля вошла в Сентервилл. Не обнаружив в городе противника, Тайлер продолжил марш на север и вышел к реке Булл-Ран у брода Блэкбернс-Форд.

## Послевоенная деятельность
6 апреля 1864 года Тайлер покинул федеральную армию и поселился в Нью-Джерси. В 1870-х годах он переехал в Алабаму, где основал город Эннистон. Он построил металлургический завод и был президентом железной дороги Мобил-Монтгомери. Кроме этого, он купил участок земли в техасском округе Гуадалупе. В 1882 году он приехал в Нью-Йорк, где умер 30 ноября. Его похоронили на кладбище Хиллсайд-Семетери в Эннистоне, Алабама.
С 1832 года Тайлер был женат на Эмили Ли (1815—1864). У них было пятеро детей:
- Альфред Ли (1834—1907)
- Гертруда Елизавета (1836—1896), с 1859 года замужем за Чарльзом Кэроу. Их дочь Эдит Кэроу стала женой президента Теодора Рузвельта.
- Эдмунд Лейтон (1838—1906)
- Мэри Лоу (1840—1916)
- Огастин Кливленд (1851—1908), выпускник Вест-Пойнта 1873 года, участник американо-испанской войны, командир 3-го Коннектикутского полка.